# Арамильская волость
Арами́льская во́лость — административно-территориальная единица в 3-м стане Екатеринбургского уезда Пермской губернии. Располагалась в центральной части уезда, занимая территорию к югу от Нижне-Исетской волости.

## Население
По данным последней ревизии (1858 год) в волости проживало 5076 человек, объединённых в 519 домохозяйств.
По результатам подворной переписи 1886 года население волости составляло 7136 человек (1445 домохозяйств).
Согласно списку 1904 года, в волости проживало 8583 человека, из них 528 человек не были приписаны к сельским обществам. Количество домовладений (дворов) — 1723 (1093 занимались земледелием).

## Состав волости по подворной переписи 1886 года
По данным подворной переписи 1886 года волость включала девять населённых пунктов, в том числе два села: Арамильское (2417 жителей) и Седельниковское (682 жителя), а также шесть деревень и один выселок. Преобладающей национальностью во всех населённых пунктах были русские.
Населённые пункты волости были объединены в четыре сельских общества:
- Арамильское
  - Арамильское
  - Полетаевка (выселок)
- Бородулинское
  - Бородулина
  - Патрушева
  - Ольховка
- Истокское
  - Большой Исток
  - Малый Исток
- Седельниковское
  - Седельниковское
  - Малая Седельникова

## Состав волости на 1904—1908 годы
Следующие данные о составе волости содержатся в Списке населённых мест Пермской губернии за 1904 год и аналогичном списке населённых пунктов Екатеринбургского уезда за 1908 год (но в последнем не приводится данные о общей численности населения волости). По сравнению с 1886 годом состав волости не претерпел каких-либо административно-территориальных изменений. Волость в 1904 году входила в состав 3-го стана Екатеринбургского уезда, земской участок № 6, судебно-следственный участок № 3.

## Состав волости на 1917 год
Последние доступные данные о составе волости содержатся в Адрес-календаре и справочной книжке Пермской губернии за 1917 год. По сравнению с 1904 годом число сельских обществ выросло с 4 до 6 (какие сельские общества добавились, не уточняется). В 1917 году волость входила в состав 3-го стана Екатеринбургского уезда, земской участок № 6, судебно-следственный участок № 3, призывной участок № 5.
Арамильская волость просуществовала до советской административной реформы 1923—1924 годов, в ходе которой волость в изменённых границах вошла в состав Арамильского района.